# Dorylaimida
Los doriláimidos (Dorylaimida) son un orden de nematodos de la clase Adenophorea con un estilete grueso (una punta que el animal saca para alimentarse). Pueden servir de bioindicadores. Son depredadores de vida libre o parásitos de vegetales.

## Historia natural
Los doriláimidos viven generalmente en suelos húmedos, sobre todo alrededor de las raíces de las plantas. La mayoría son de vida libre y se alimentan de bacteria y otros microorganismos como hongos y algas del suelo; muchos son depredadores. Muchos géneros poseen estiletes bucales largos y estrechos adaptados para perforar hifas de hongos y células vegetales, pero solo los miembros de la familia Longidoridae son parásitos de plantas con importancia económica.

## Taxonomía
El orden Dorylaimida incluye las siguientes superfamilias y familias:
Superfamilia Actinolaimoidea
- Familia Actinolaimidae
- Familia Brittonematidae
- Familia Trachypleurosidae
- Familia Carcharolaimidae

Superfamilia Belondiroidea
- Familia Belondiridae
- Familia Mydonomidae
- Familia Roqueidae

Superfamilia Dorylaimoidea
- Familia Aporcelaimidae
- Familia Chrysonematidae
- Familia Discolaimidae
- Familia Dorylaimidae
- Familia Longidoridae
- Familia Nordiidae
- Familia Qudsianematidae
- Familia Thornenematidae

Superfamilia Tylencholaimoidea
- Familia Aulolaimoididae
- Familia Belonenchidae
- Familia Campydoridae
- Familia Leptonchidae
- Familia Tylencholaimidae

Superfamilia Nygolaimoidea
- Familia Nygolaimidae
- Familia Nygolaimellidae

Superfamilia Encholaimoidea
- Familia Encholaimidae

Superfamilia Alaimoidea
- Familia Alaimidae